# Římskokatolická farnost Osvětimany
Římskokatolická farnost Osvětimany je územní společenství římských katolíků v Osvětimanech a okolí, s farním kostelem sv. Havla. Do správy farnosti patří i nedaleké poutní místo Klimentek.

## Kostel svatého Havla
Raně barokní jednolodní stavba na půdorysu latinského kříže byla vybudována v letech 1689-1691 stavitelem z okruhu Domenica Martinelliho. Nad portálem byla roku 1692 osazena plastická kartuš s aliančními erby objednavatelů, manželů Jana Dětřicha Gerharda Petřvaldského z Petřvaldu a Anny Eleonory, rozené Colonnové z Felsu. V barokní architektuře hlavního oltáře je oválný obraz sv. Havla ze 2. poloviny 19. století, který signoval malíř Ignác Jan Berger z Nového Jičína. Sochy po stranách oltáře jsou barokní, z dílny Baldassara Fontany.

## Sakrální stavby a sochy
Osvětimany

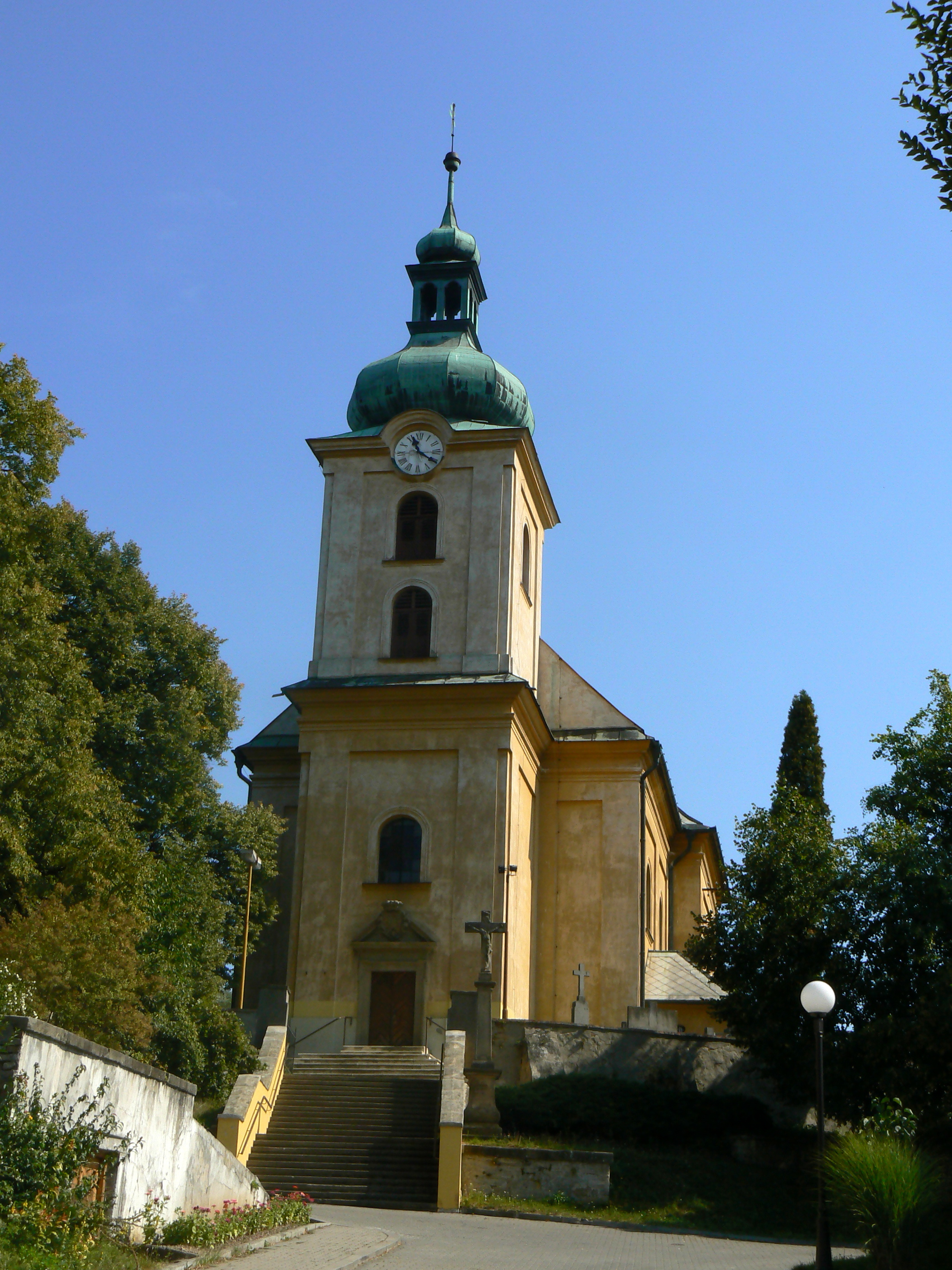
Kostel sv. Havla
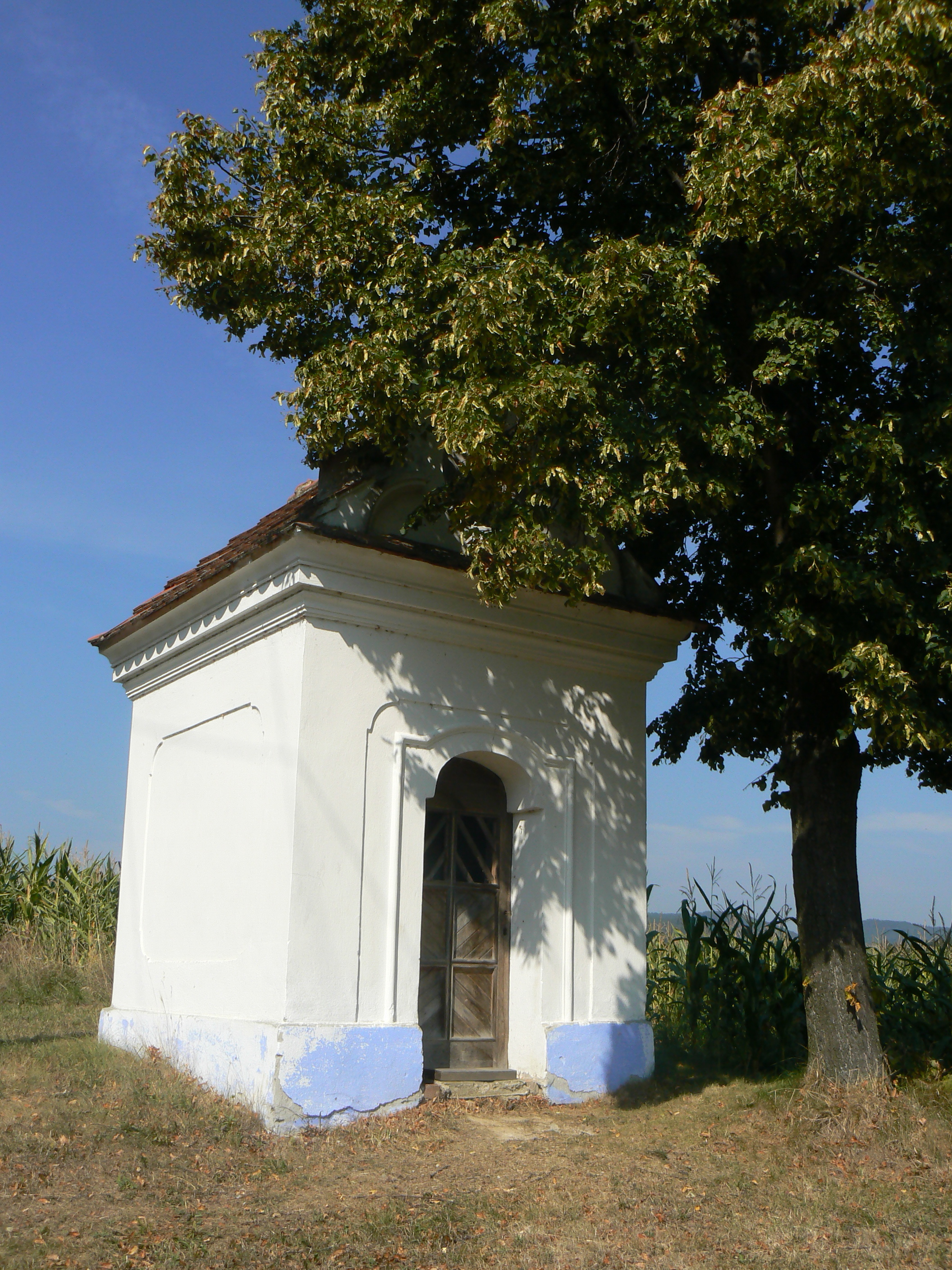
Kaple sv. Vendelína
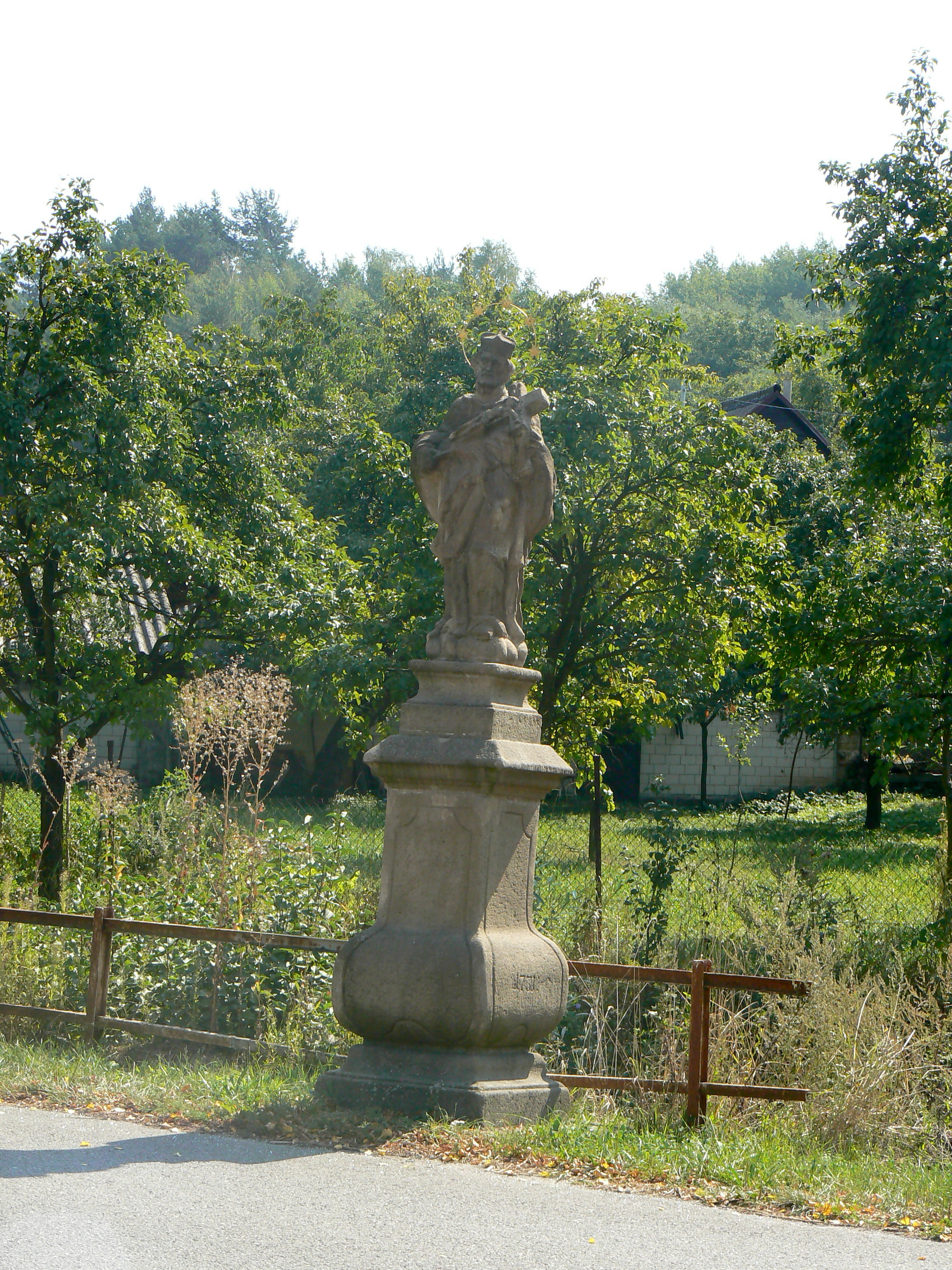
Socha sv. Jana Nepomuckého
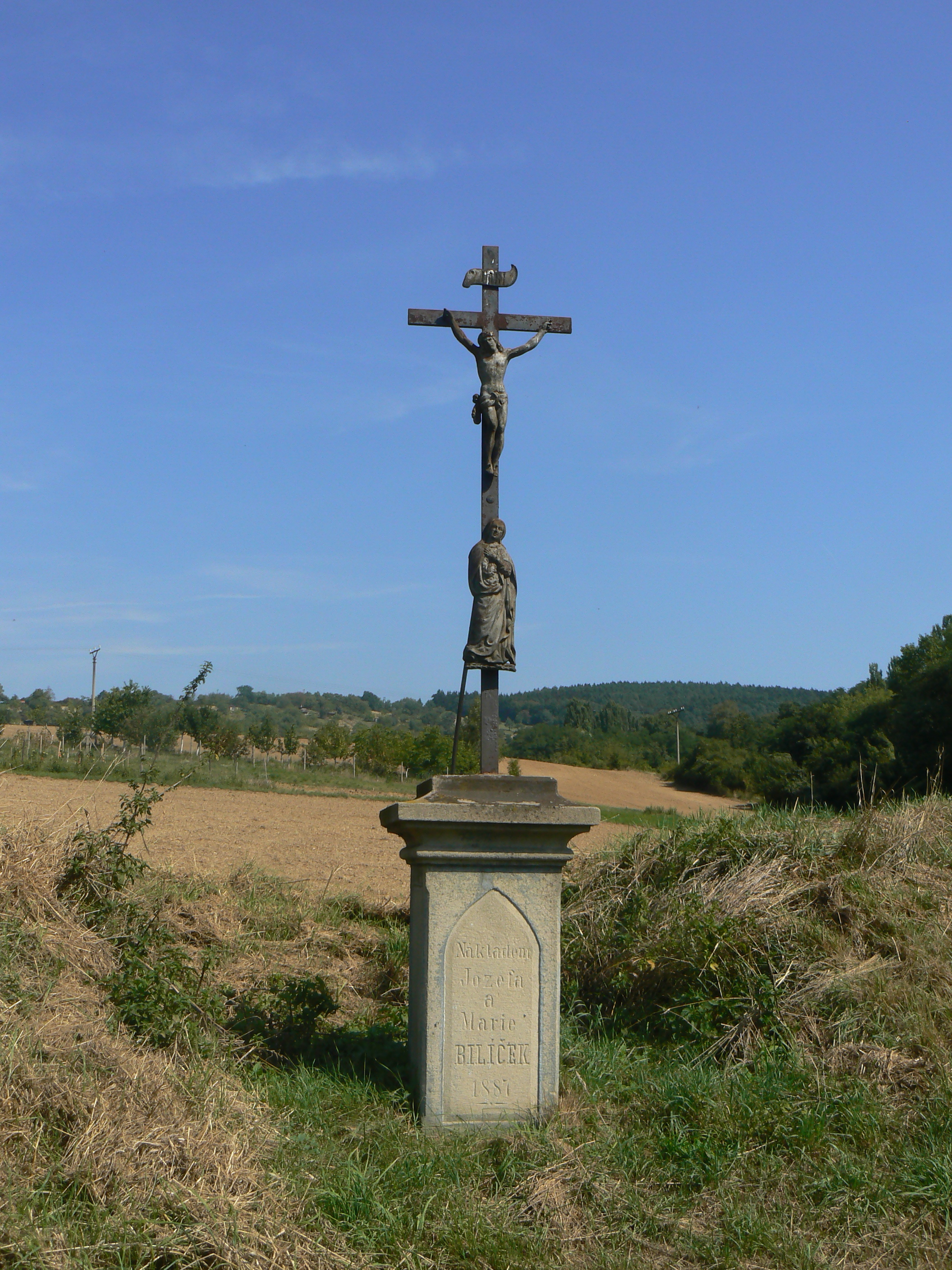
Kříž v Osvětimanech
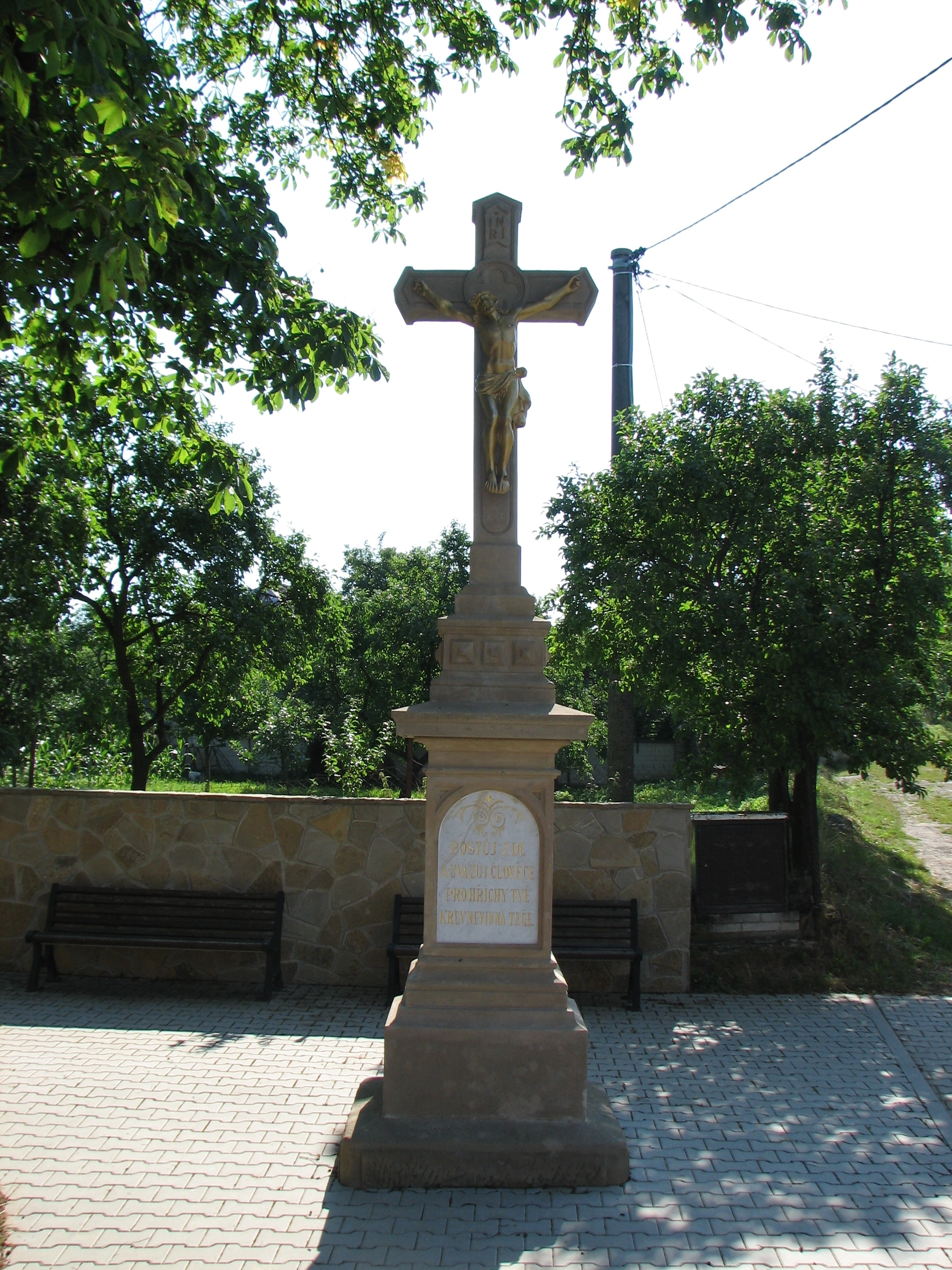
Kříž v Osvětimanech

Vřesovice

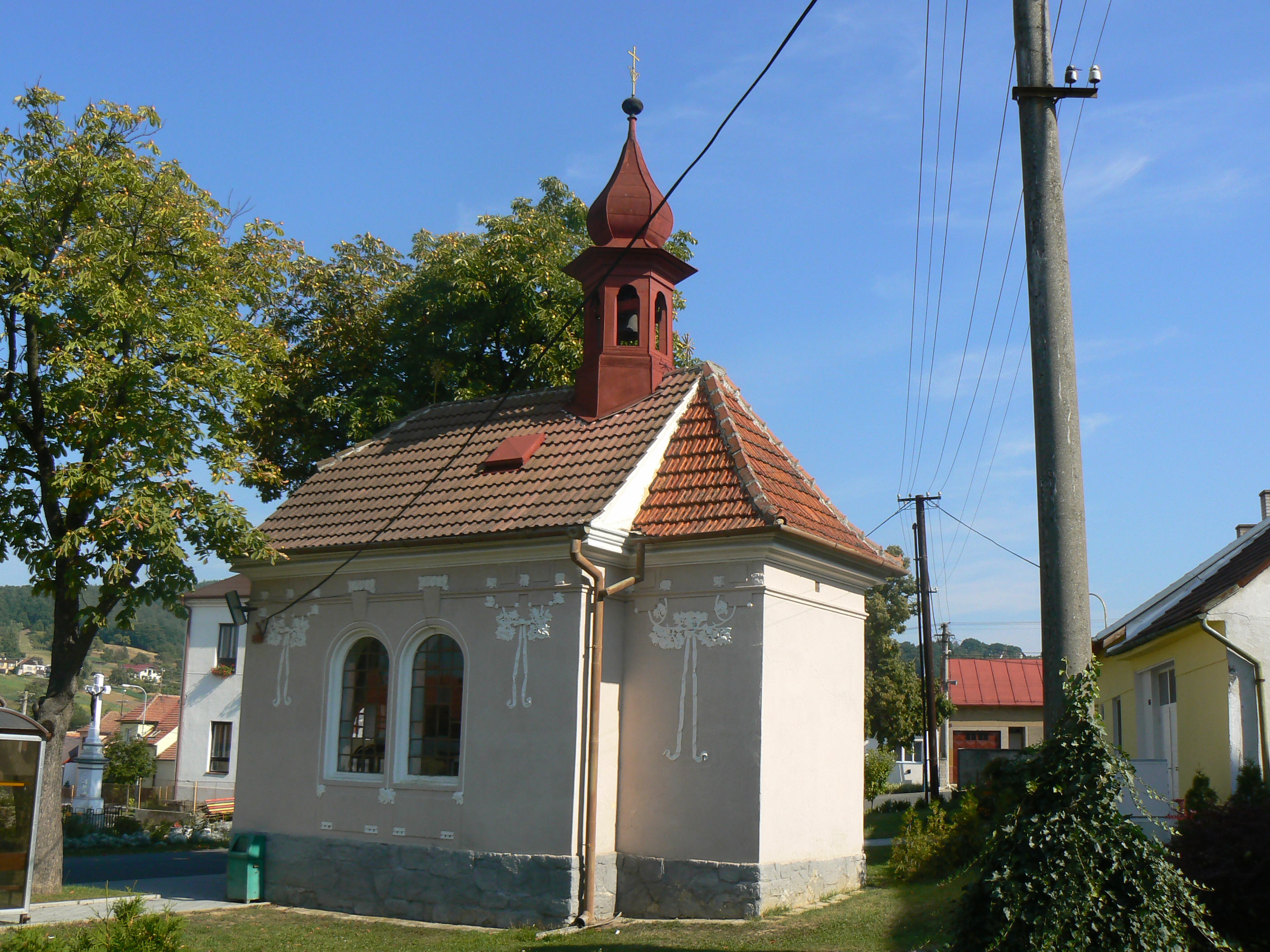
Kaple
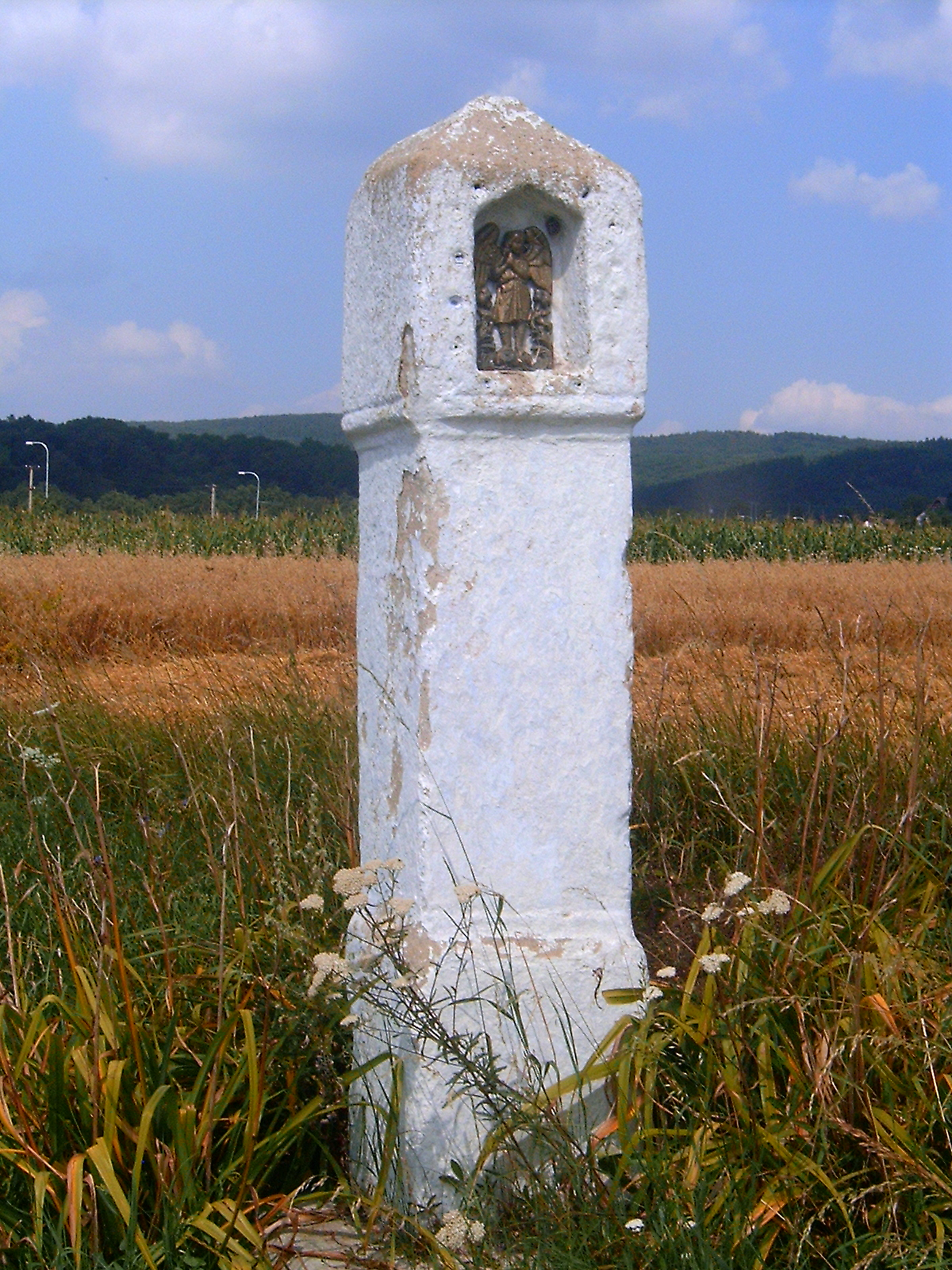
Boží muka
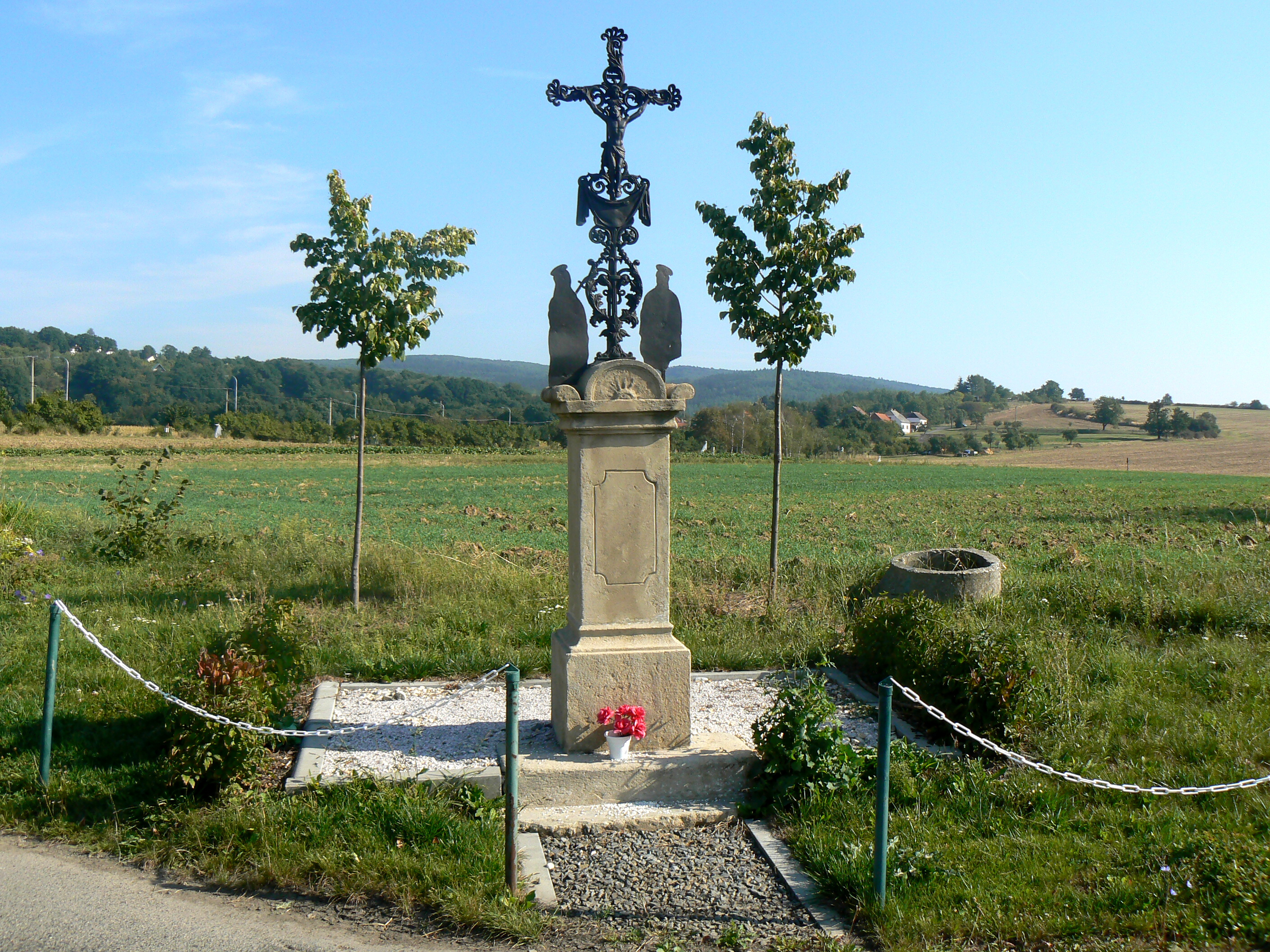
Kříž ve Vřesovicích
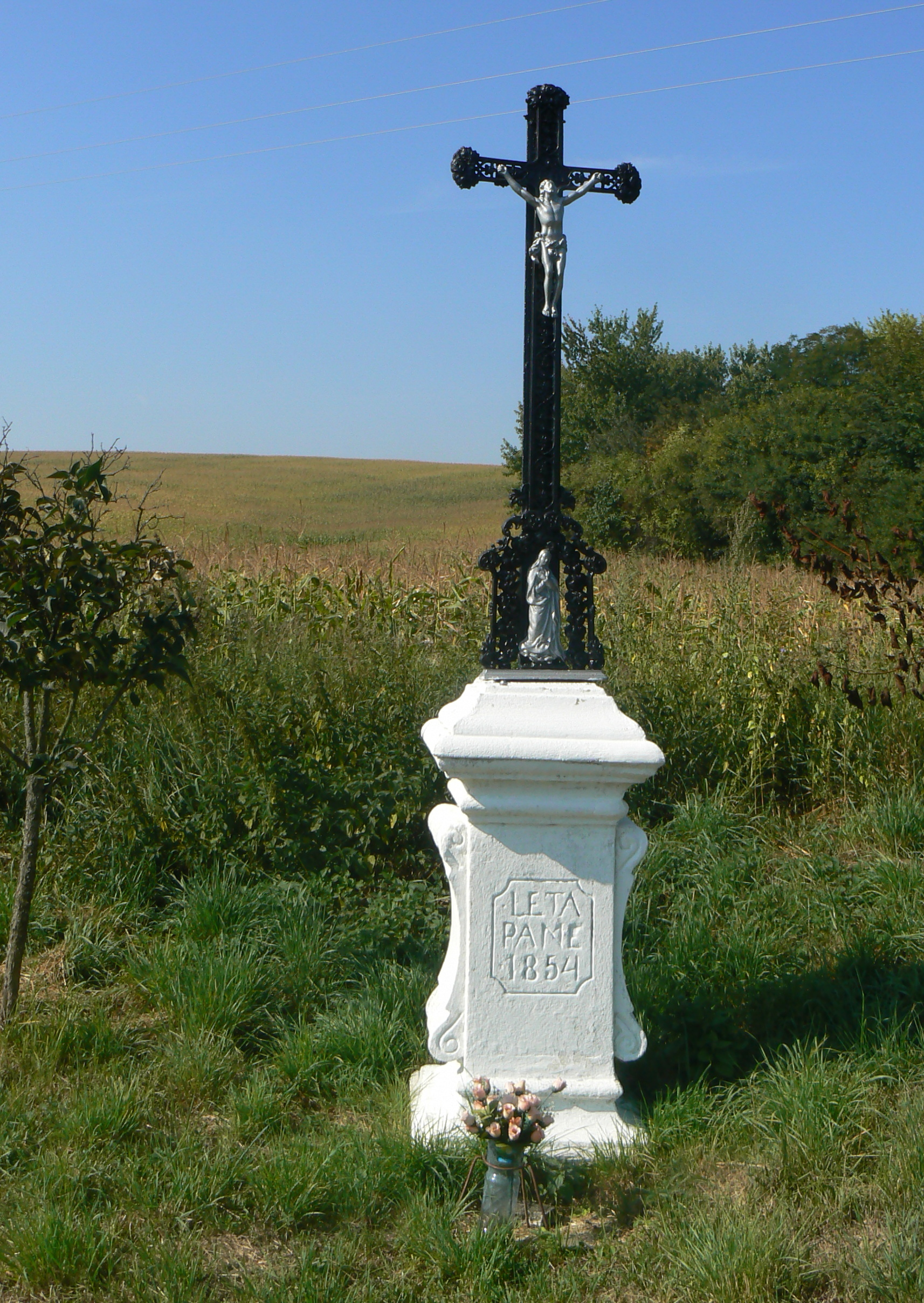
Kříž ve Vřesovicích

Klimentek

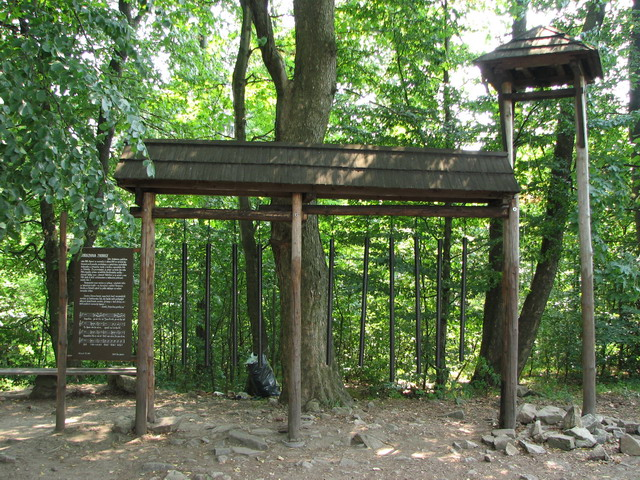
Gorazdova zvonice
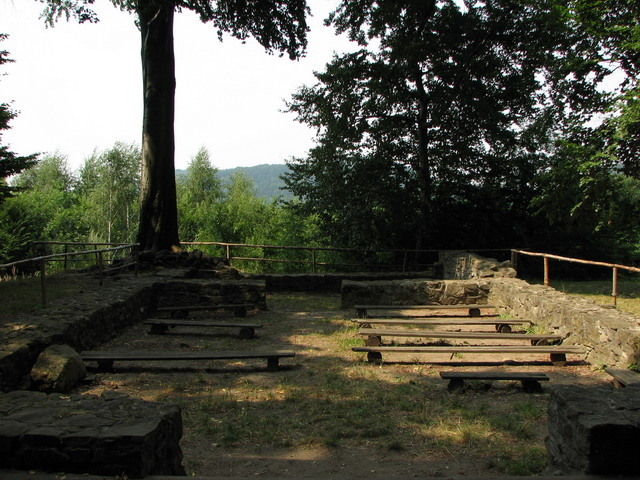
Základy kostela

## Duchovní správci
Administrátorem excurrendo je od září 2013 farář z Boršic R. D. Mgr. Anton Kasan.

## Bohoslužby
| Kostel        | Místo      | Bohoslužba (den)                   | Hodina                               | Poznámka     |
| ------------- | ---------- | ---------------------------------- | ------------------------------------ | ------------ |
| svatého Havla | Osvětimany | neděle pondělí středa pátek sobota | 7.55 17.15 (léto), 16.30 (zima) 8.00 | Farní kostel |